# Metroid (computerspel)
Metroid is een computerspel ontwikkeld en uitgegeven door Nintendo voor de Famicom Disk System, NES en als arcadespel. Het action-adventurespel verscheen voor het eerst in Japan op 6 augustus 1986.
In 2004 verscheen Metroid: Zero Mission, een remake van het spel voor de Game Boy Advance.

## Plot
Het spel volgt het verhaal over Samus Aran, een jonge vrouw die is gestrand op de planeet Zebes. Samus moet de Metroid-organismen zien terug te vinden die zijn gestolen door de Space Pirates. Deze kwaadaardige groepering wil de Metroids gebruiken als biologisch wapen voor iedereen die hun plannen wil dwarsbomen.

## Spel
Het spel werd ontwikkeld door Nintendo Research & Development 1, een groep onder leiding van Gunpei Yokoi, Satoru Okada en Masao Yamamoto. Het spel richt zich op verkenning van de speelwereld, om verborgen voorwerpen te vinden en zo verder te komen. Metroid pionierde het zogeheten Metroidvania-genre, waarin de speler door het vinden van verborgen voorwerpen zo in nieuwe toegankelijke ruimtes kan komen. Door het snel uitspelen van het spel krijgen spelers een ander speleinde. Dit maakte het spel zeer populair voor speedruns.

## Platforms
| Jaar | Platform                         |
| ---- | -------------------------------- |
| 1986 | Famicom Disk System, NES, arcade |
| 2004 | Game Boy Advance                 |
| 2007 | Wii                              |
| 2011 | Nintendo 3DS                     |
| 2013 | Wii U                            |
| 2018 | Switch                           |

## Ontvangst
Metroid ontving positieve recensies. Men prees het grafische gedeelte, de spelbesturing en de muziek. Kritiek was er op de hoge leercurve, de indeling van bepaalde ruimtes en het ontbreken van een savegame-functie.
Op verzamelwebsite GameRankings heeft het spel een verzamelde score van 63%.